# Marta Jandová

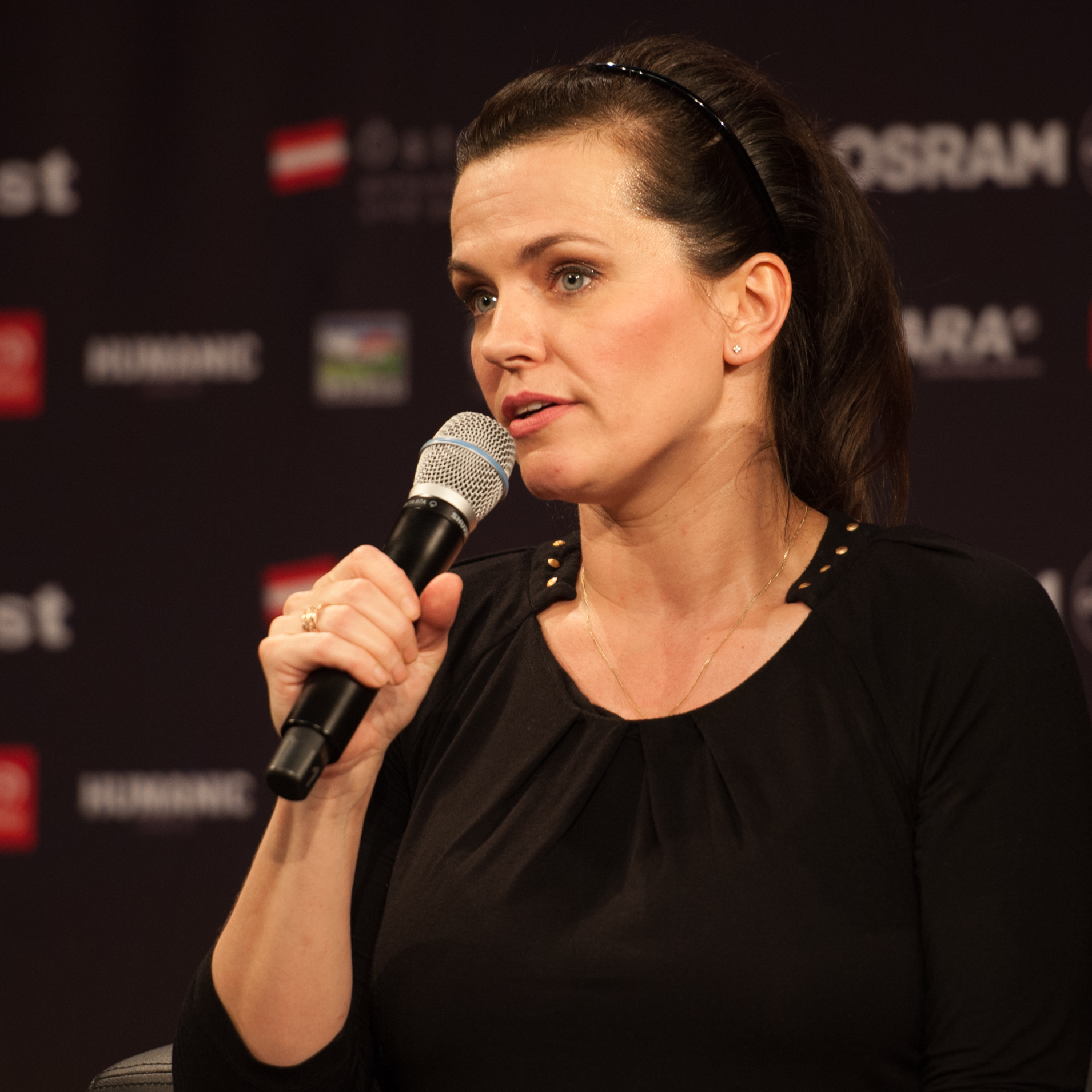
Marta Jandová (2015)

Marta Jandová (bürgerlich Marta Verner, * 13. April 1974 in Prag, Tschechoslowakei) ist eine tschechische Musikerin. Bekannt wurde sie als Sängerin der Gruppe Die Happy und durch einige Auftritte mit anderen Bands.

## Leben

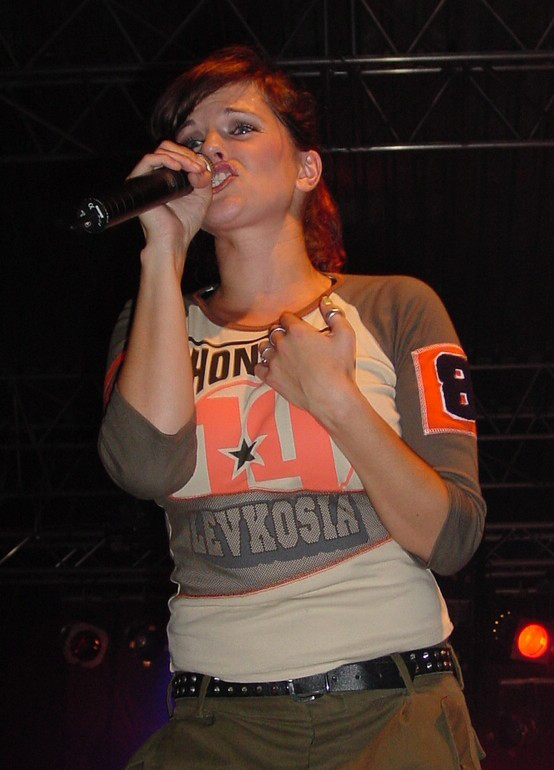
Marta Jandová bei einem Konzert von Die Happy (2002)

Jandová ist die Tochter des tschechischen Musikers Petr Janda, des Sologitarristen und Sängers der Gruppe Olympic, die zu den ersten und bekanntesten Gruppen der tschechischen Rockszene gezählt wird.
Im September 1993 kam Jandová nach Ulm. Obwohl sie noch kein Deutsch sprach, wurde sie wenige Tage nach ihrer Ankunft von dem Gitarristen Thorsten Mewes angefragt, in einer neuen Band zu singen. Bereits einige Monate später, im März 1994, hatte Die Happy, in der sie seither gleichzeitig Frontfrau und Leadsängerin ist, den ersten Auftritt. Mit ihrem Kollegen Mewes war Jandová bis 1998 verheiratet, vorwiegend zur Sicherung ihrer Aufenthaltsgenehmigung, wie sie selbst angibt. Dabei lebte sie mit ihm und seiner Familie zwölf Jahre lang in Westerstetten bei Ulm. Von 2003 bis 2008 war sie mit dem deutschen Popsänger Sasha liiert.
Neben Die Happy ist Jandová auch als Solokünstlerin aktiv. So trat sie am 12. Februar 2005 beim von Stefan Raab organisierten Bundesvision Song Contest gemeinsam mit den finnischen Metal-Cellisten von Apocalyptica für Baden-Württemberg an und belegte mit dem Titel Wie weit den fünften Platz. Beim Bundesvision Song Contest 2007 nahm sie erneut teil und gewann, dieses Mal gemeinsam mit Oomph!, für Niedersachsen mit dem Titel Träumst du Außerdem ist sie in den Liedern Kalter Glanz und Gewissen aus dem Album Kalter Glanz der Band Letzte Instanz zu hören.
Nachdem sie 2008 in ihre Heimatstadt Prag zurückgezogen war, stand sie dort im Musical Mona Lisa auf der Bühne. Sie beteiligte sich zudem an der Single Halt dich an mir fest von Revolverheld, die am 19. November 2010 erschien. Von November 2009 bis November 2010 moderierte Jandová die Sendung neoMusic beim Fernsehsender ZDFneo. 2010 war sie in der neunten Staffel der deutschen Castingsendung Popstars auf ProSieben Jurymitglied. Am 20. Mai 2011 gab der Deutsche Fußball-Bund bekannt, dass Jandová das offizielle WM-Lied der DFB-Frauen mit dem Titel Sister Hit the Goal singt.

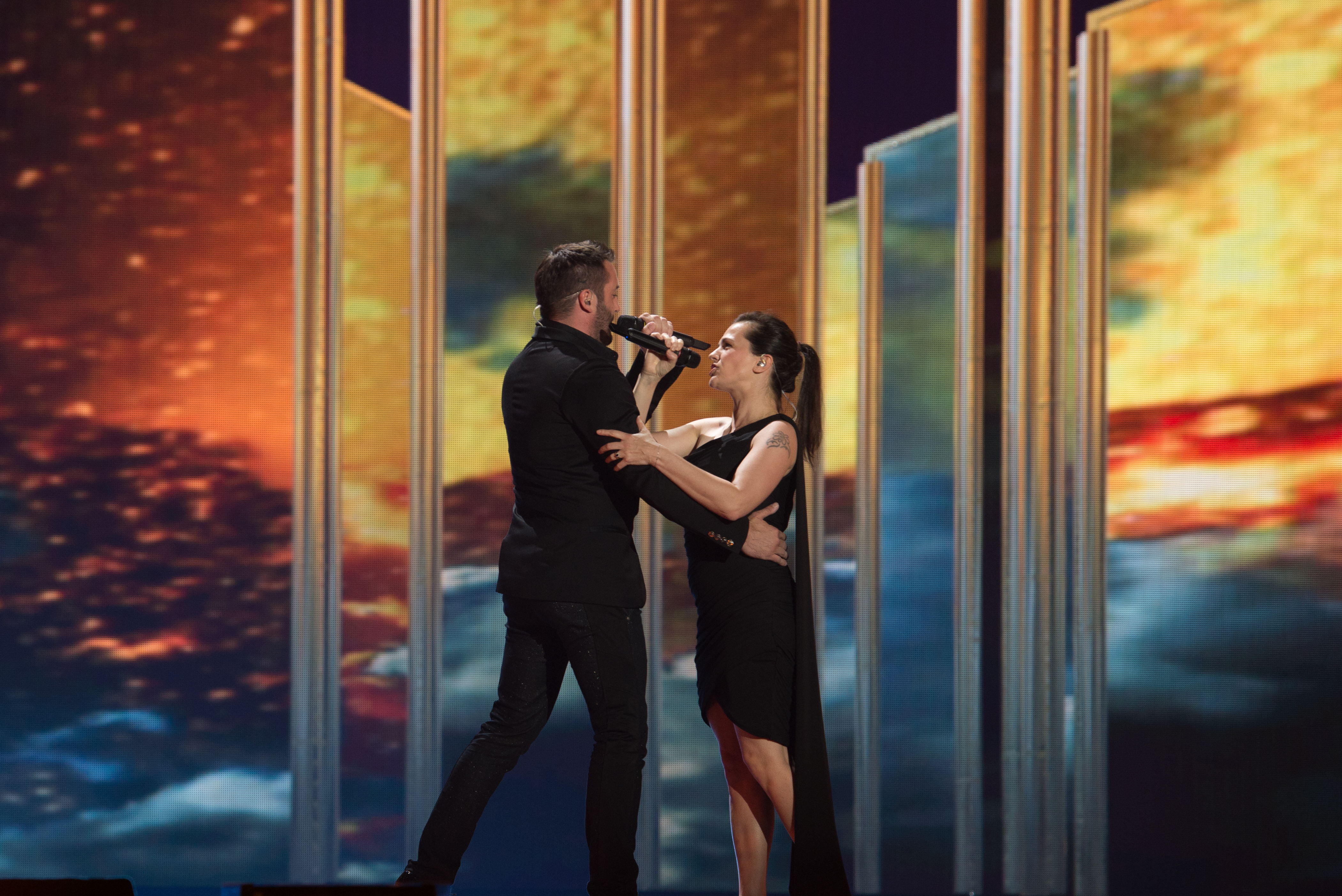
Jandová bei ihrem ESC-Auftritt mit Václav Noid Bárta (2015)

Seit Juni 2014 ist Jandová mit dem tschechischen Gynäkologen Miroslav Verner in zweiter Ehe verheiratet. Die Tochter der beiden kam am 7. August 2013 zur Welt. Die Familie wohnt in Prag.
Gemeinsam mit dem Sänger Václav Noid Bárta vertrat Jandová Tschechien beim Eurovision Song Contest 2015 mit dem Lied Hope Never Dies. Sie konnten sich jedoch nicht für das Finale qualifizieren.

## Auszeichnungen
Bundesvision Song Contest
- 2007: Sieger für das Bundesland Niedersachsen (Träumst du) (mit Oomph!)

Radio Regenbogen Award
- 2011: in der Kategorie Duett (Halt dich an mir fest) (mit Revolverheld)

## Diskografie

### Als Solokünstlerin
- 2011: Sister Hit the Goal (Single)
- 2018: Barvy (dt.: Farben, Album)

### Mit anderen Bands
- 2001: Letzte Instanz, Gewissen und Kalter Glanz aus dem Album Kalter Glanz
- 2005: Apocalyptica feat. Marta – Wie weit (Single)
- 2005: In Extremo, Gastsängerin im Song Horizont auf dem Album Mein rasend Herz
- 2005: BAP, Duettpartnerin im Song Lena aus dem Album Dreimal zehn Jahre
- 2006: Dog Eat Dog, leistet einen Beitrag beim Song Undivided
- 2007: Oomph! feat. Marta Jandová – Träumst du (Single)
- 2010: Revolverheld feat. Marta Jandová – Halt dich an mir fest (Single)
- 2018: Saltatio Mortis, Spur des Lebens[11]